# تایلر فروست
تایلر فروست (انگلیسی: Tyler Frost؛ زادهٔ ۷ ژوئیهٔ ۱۹۹۹) بازیکن فوتبال است.